# Heteromys australis
Heteromys australis (Гетероміс південний) — вид гризунів з родини Гетеромісові (Heteromyidae) підряду Бобровиді (Castorimorpha).

## Опис виду
Середня вага тіла дорослої особини: 267.49 гр.

## Проживання
Країни проживання: Колумбія; Еквадор; Панама; Венесуела. Живе від низин до 2000 м при середній річній кількості опадів 2610 мм у досить вологих місцинах.вторинних лісах.

## Загрози та охорона
Серйозні загрози не відомі. Зустрічається на кількох охоронних територіях в Еквадорі, та, ймовірно, в Колумбії.
| Панда | Це незавершена стаття з теріології. Ви можете допомогти проєкту, виправивши або дописавши її. |